# 圣伊莱尔拉福雷
圣伊莱尔拉福雷（法語：Saint-Hilaire-la-Forêt，法語發音：[sɛ̃.t‿ilɛʁ la fɔʁɛ]）是法国卢瓦尔河地区大区旺代省的一个市镇，属于莱萨布勒多洛讷区。

## 地理
圣伊莱尔拉福雷（46°26'53"N, 1°31'35"W）面积10.88 平方千米，位于法国卢瓦尔河地区大区旺代省，该省份为法国西部沿海省份，北起大西洋卢瓦尔省和曼恩-卢瓦尔省，西临大西洋，南至滨海夏朗德省，东部及东南部与德塞夫勒省接壤。
与圣伊莱尔拉福雷接壤的市镇（或旧市镇、城区）包括：阿夫里耶、滨海隆日维尔、普瓦鲁、圣樊尚叙雅尔、塔尔蒙-圣伊莱尔。

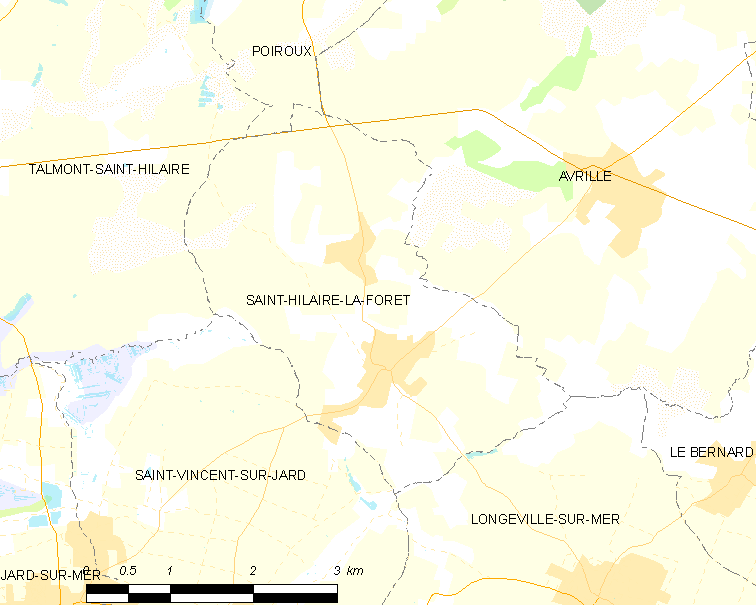
圣伊莱尔拉福雷的OSM定位图

圣伊莱尔拉福雷的时区为UTC+01:00、UTC+02:00（夏令时）。

## 行政
圣伊莱尔拉福雷的邮政编码为85440，INSEE市镇编码为85231。

## 政治
圣伊莱尔拉福雷所属的省级选区为塔尔蒙-圣伊莱尔县。

## 人口

1962-2008年间圣伊莱尔拉福雷人口变化图示

圣伊莱尔拉福雷于2022年1月1日时的人口数量为824人。